# Nokia tune
Nokia tune (також звана Grande Valse на стільникових телефонах Nokia) —  музична фраза з композиції для соло-гітари Gran Vals , написаної іспанським класичним композитором і гітаристом Франсіско Таррега в 1902 році.

Nokia tune. У композиції Gran Vals остання Ля — натуральний флажолет на 4 струні.

У 1993 році Анссі Ваньокі, колишній виконавчий віце-президент компанії Nokia, дав прослухати  Gran Vals  Лаурі Ківінену (зараз — голова відділу корпоративних справ) і разом вони вибрали уривок твору, названий «Nokia tune».
Уривок був  тактами з 13 по 16 з  Gran Vals .
Мелодія, яку Nokia заявляє як свій аудіобренд, була першим музичним рінгтоном на стільникових телефонах
Ця мелодія звучить по всьому світу приблизно 1,8 мільярда раз на добу, близько 20 000 разів в секунду.